# Берёзовская икона святителя Николая Чудотворца
Берёзовская икона святителя Николая Чудотворца — икона с изображением святителя Николая Чудотворца по грудь, в омофоре, с непокрытой головой. Размер 34×27 см.

## История
Берёзовская икона святителя Николая Чудотворца была обретена в 50—60 е годы XVI века около села Никольское Уфимского уезда (с. Николо-Берёзовка Краснокамского района РБ) работниками купцов Строгановых, плывших на судах по р.Кама.
Икону нашли при устье речки Березовки в дупле высокого дерева. Строгановы распорядились выстроить для иконы часовню.
В память этого чудесного явления иконы был обычай у плывущих на торговых судах по Каме сходить с судов в с. Березовку и молиться перед чудотворной иконой.
Икона славилась чудесами исцеления от недугов, предотвращения эпидемий; почиталась в Вятской губернии и Уфимской губернии. Хранилась в Никольской церкви села Березовки, построенной на месте обретения.
По воле царя Ивана IV икона 2 года была в Москве. В честь иконы в Москве была построена церковь Закамского Николы.
Возвращена в село с серебряной позолоченной ризой и красно-белым знаменем с золотыми буквами «С. Ч.Н.» (Святитель и Чудотворец Николай) и изображением креста для ношения перед святыней во время крестного хода.
По разрешению святейшего синода с 1854 года икона ежегодно переносилась в Уфу, по городам Бирску, Сарапулу (с 1610 года в честь исцеления горожан от «моровой язвы»), селам Уфимского, Бирского и Сарапульского уездов.
Списки иконы были поднесены в дар императору Николаю II и великой княгине Елизавете Фёдоровне.

## История изучения
Одно из ранних свидетельств почитания в Башкирии оставил Рычков, Пётр Иванович. В середине XVIII века он указывал, что местные народы, отличающиеся язычеством, чтут чудотворца Николая. Так, у мордвы его образ присутствует в каждом доме, а в храм жертвуют воск и свечи. Марийцы имеют молитву «Тряхтон, Вахтон, Николай Милостивой…». Святитель также известен удмуртам, чувашам, башкирам и татарам, которые величали его «Божим Святым».
Первые научные сведения появились в середине XIX века благодаря исследованиям проректора Уфимской семинарии кандидатом богословских наук Л. С. Суходольского (1826—1882). Епархиальным историком И. Е. Златоверховниковым (1854—1920) эти сведения существенно дополнены. Отдельные данные собраны священниками: в 1883 году протоиреем П. Желателевым в 1900 году и священником церкви с. Николо-Березовки Н. Красновым. Обобщение опубликовано Н. П. Зиминой в Башкирская энциклопедия (издание) 2005 году . Кроме церковных историков, Николо-Березовская икона привлекла внимание светских исследователей: Игнатьев, Руф Гаврилович, и современных ученых О. В. Васильевой и М. И. Роднова. Также интересна работа мецената и горячего почитателя святителя Николая — В. Г. Тетерева.
Л. С. Суходольский, изучив предания местного населения, приходские архивы и историографию своего времени отметил ключевую роль почитания чудотворной иконы в процессе распространения христианства в Уфимской епархии. По его мнению, начало распространение христиан в этом крае возможным только после покорения Казани с момента, когда царь Иван Грозный пожаловал обширные земли по рекам Кама, Сылва и Чусовая боярину Григорию Аникеевичу Строгановы грамотой от 1558 года. Суходольский также отметил, что «В Москве от простого солдата до Царя и Митрополита все смотрели на брань сию, как на брань веры с суеверием и неверием». Поэтому для первых русских поселенцев, направляемых из Перми, Вычегды и Верхней Камы в пределы Башкирии важнейшим обстоятельством было особенное «знамение благоволения Божия, открывшееся в явлении чудотворной иконы свт. Николая на берегу р. Камы».

## История явления
Явление чудотворной иконы произошло в 1560 году. Торговый караван Строгановых плыл по реке Каме. Внезапно струги остановились. Приказчику было откровение о чудотворной иконе, которую купцы нашли в дупле березы при устье реки Биря-су, впадающей в Каму. На этом месте в память о чудесном явлении была построена часовня. Икону увезли Строгановым, а от них икона перешла к царю Иоанну Васильевичу Грозному. Царь торжественно встретил святыню и посвятил ей один из Московских храмов — ныне известный как церковь Николы Заяицкого. Через 2 года царь заболел ногами. Ему дважды являлся грозный чудотворец Николай, требуя возвращения иконы на место явления. Поэтому царь, украсив святыню драгоценной ризой, вручил красно-белое знамя с четырёхконечным крестом, с одной стороны, и, со знаком святителя «С.Ч.Н» с другой. Иоанн Грозный лично провожал святыню из Москвы на место её явления.

## Описание иконы
Исследователи указывают разные размеры: по высоте в пределах 33-35 см, а по ширине 26-29 см. Икона написана на доске толщиной около 4 см неизвестной породы с красноватым оттенком. Она также имеет ковчег и написана на левкасе, который положен на паволоку из тонкого белого холста. Сзади оклеена зелёным холстом и обложена бархатом. Края укреплены серебряной рамкой. Царская риза изготовлена из серебра весом 140 золотников. В отличие от Великорецкой на Николо-Березовской иконе оплечное изображение святителя без благословляющей десницы, евангелия и без митры. Надпись располагается над плечами и исполнена на греческом языке, которая переводится как «Святой Николай». Живопись от времени стала темной со значительными утратами и никогда не обновлялась. Лик святителя отличается «нерусским» восточным характером.

## Почитание
- Первое направление традиций почитания связаны с украшением иконы. Начиная с царя Иоанна Грозного, икона украшается серебряно-позлащенной ризой. Во многих храмах свидетельством почитания становятся копии чудотворной, которые также украшались серебряными ризами. Порой на ризе имеется митра. По примеру Великорецкой Николо-Березовская была вставлена в «деяния», представляющую собой иконописное изображение важнейших событий из жития святителя Николая.
- Второе направление почитания связано со строительством храмов и монастырей явленной иконе. Кроме уже известного посвящения Московского храма и возведения часовни уже в 1569 году на месте явления Строгановы построили церковь «во имя великаго Чудотворца Николы новой клетицей». В 1596 году двух верстах от Ново-Никольской слободы иеромонахом Ионой Прокофьевым из Пошехонья и монахом Арсением из Мезенца была воздвигнута часовня, вокруг которой был вскоре построен монастырь в честь Преображения Господня и св. Зосимы и Савватия, соловецких чудотворцев приписанный Савино-Сторожевскому монастырю владеющим окрестными землями. Монастырь сожжен в Сеитовский бунт 1676 года, а возобновлен в 1900 году как миссионерское подворье Уфимского Успенского монастыря.
- Третье направление — крестные походы с иконой. Эта традиция была воспринята из Вятской епархии, в составе которой числилась Уфимская провинция. В конце XVIII в. Пугачевское восстание значительно всколыхнуло прежние религиозно-общественные процессы. Защитники городов Уфы, Елабуги, Мензелинска связывали своё спасение с помощью чудотворных икон. В память об этом начинает совершаться крестный ход с чудотворной иконой Спаса Нерукотворного из Елабуги в г. Уфа. Тогда же жители г. Сарапула, связывая своё спасение с помощью Николо-Березовской иконы, постановили совершать 20 июля ежегодный крестный ход.

Дальнейшее развитие отражало растущую известность святыни. Икону стали носить по окрестным селам, жители которых считали день приноса великим праздником. Встреча иконы и обход домов сопровождался непрестанным звоном во все колокола, молебны шли день и ночь. В городах во встрече участвовал военный гарнизон, сопровождавший икону парадом, а оркестр исполнял гимн: «Коль славен наш Господь в Сионе…».

## Крестный ход в г. Уфу
В связи с образованием отдельной Уфимской епархии крестный ход с чудотворной Елабужской иконой Спаса Нерукотворного вскоре прекратился. Поэтому жители Уфы в 1854 году добились разрешения Священного Синода проводить крестный ход с Николо-Березовской иконой из села в г. Уфу. Встреча в Уфе становится центральным торжеством во всем почитании святыни. Из Воскресенского кафедрального собора к часовне Божией Матери для встречи Николо-Березовского образа святителя Николая Чудотворца направлялся объединённый крестный ход всех церквей города Уфы, который возглавлял сам Преосвященный. Для этой встречи износились только три чтимые иконы: Уфимско-Богородская, Иоанна-Предтечи и Александра Невского. Затем крестный ход с иконой возвращался к собору, на площади которого начиналось всенощное бдение.
В течение месяца святой образ переносился по храмам и домам. На Духов день крестный ход с этой святыней направлялся из кафедрального собора в церковь Сошествия Святого Духа при архиерейском доме. Тогда же в Крестовой церкви Архиерейского дома владыка совершал чин освящения антиминсов, для чего образ переносился в Архиерейский дом. Уфа прощалась с Николо-Березовской иконой в неделю Всех Святых. Каждый уфимский храм собирал прихожан около кафедрального собора, и общий крестный ход провожал святыню до Николаевской часовни.
В 1880-х годах крестный ход уже состоял из трех частей: Уфимское направление продолжалось в период с 22 мая до середины августа посещая г. Уфу и г. Бирск с уездами; Сарапульское направление было перенесено на осень; Местное направление — совершалось зимой, но 21 декабря икона собирала паломников дома в Николо-Березовке.
В начале XX века походы с иконой увеличились и были распределены в году на пять частей:
- Северное направление в январе-феврале икона была в ходу по северной части Уфимской епархии, где старались посетить те деревни, в которые не успевала попасть Богородско-Уфимская икона;
- Уфимское направление расширилось за счет западных окраин епархии, поэтому начиналось раньше в марте и продолжалось в июне;
- Сарапульское направление вновь переведено на лето — 19 июля для иконы и паломников город Сарапул высылал на два парохода, один из которых украшали разноцветными флагами для чудотворного образа;
- Епархиальное направление проходило в сентябре-ноябре, поход совершался по Мензелинскому, Бирскому, Уфимскому, Стерлитамакскому и Белебеевскому уездам, минуя города Уфу и Бирск. Очевидно, это требовалось для восполнения недостатков летнего посещения, которое целиком уходило для удовлетворения нужд городских жителей.

Местное направление сократилось до одного декабря, но икона все-таки посещала окрестные села.
В среднем по каждому направлению крестный ход преодолевал расстояние 1000 км, что в году составляет не менее 5 тыс. км.
Кроме этого, в особенных случаях, как, например при закладке камня нового храма в Миссионерском монастыре при с. Николо-Березовке чудотворную икону на время доставляли из похода несмотря на значительные трудности такого переезда.

## Икона в советский период
Крестный ход с иконой продолжался в 1918 г. в Бирске при взятии города белочехи.
В 1926 году удалось отстоять совершение крестного хода по г. Уфе перед НКВД АБССР.
18 января 1928 года НКВД утвердил крестный ход с чудотворной иконой по всей территории Башкирии с апреля по ноябрь;
В 1932-33 гг. властями было разрешено посещение этой святыней почти всех ещё не закрытых церквей в Уфе Троицкий
и Иоанно-Предтеченский храмы староцерковного течения с 27 августа по 27 ноября 1932 г.; Вознесенский, Покровский, Рождественский
храмы обновленческого течения с 27 ноября по 27 февраля 1933 года; Крестовоздвиженский храм автокефального течения с 27 февраля
1933 г.
19 ноября 1933 г. закрывается Никольский кафедральный собор, и Николо-Березовская икона исчезает. Известно лишь,
что в 1934 г. в Сергиевскую церковь была передана только копия чудотворной иконы.